# Полушник морской
Полушник морской (лат. Isoetes maritima) — вид рода Полушник (Isoetes) семейства Полушниковые (Isoetaceae).

## Ботаническое описание
Многолетнее летнезелёное водное, редко полупогружённое растение до 15 см высотой. У растения от восьми до пятнадцати тёмно-зелёных, прямостоячих, жёстких листьев длиной от двух до пяти см и шириной 1,5 мм каждый. Овальные спорангии маленькие и малозаметные, длиной до четырех мм. Велум покрывает от трети до половины спорангия. Белые микроспоры имеют почковидную форму и длину 30-36 мкм. Белые мегаспоры шаровидные, диаметром 490—670 мкм. Полушник морской имеет сходство с I. echinospora, но с тупыми шипами и гребнями на мегаспорах. I. echinospora имеет острые тонкие шипы, хотя большинство других видов рода не имеют мегаспоровых шипов. Эпитет «maritima» и общее название «maritime quillwort», означающее «из моря или океана», являются неправильными терминами. Поскольку этот вид был впервые обнаружен Макуном вблизи приливных отмелей в Британской Колумбии, он был отнесён к прибрежным видам. Однако с тех пор его стали находить в пресноводных озерах и ручьях.

## Распространение
Основной ареал — Аляска, Британская Колумбия и штат Вашингтон, распространён также на Дальнем Востоке (Командорские острова, юго-восток полуострова Камчатка). Встречается в пресных водоёмах с чистой водой.

## Меры охраны
Занесён в Красную книгу России. Статус: 2 (V). Уязвимый вид.